# Экономика Ленинградской области

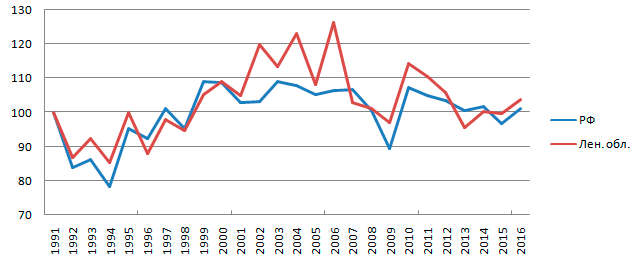
Динамика индексов промышленного производства в Ленинградской области и России в 1991—2016 годах, в процентах от значений 1991 года

Экономика Ленинградской области — одна из крупнейших экономик Северо-Западного федерального округа. Валовой региональный продукт области в 2013 году составил 692,8 млрд рублей. 21-я экономика среди субъектов Российской Федерации по объёму валового регионального продукта (2013 г.).

## Промышленность
Промышленность Ленинградской области составляют более 600 крупных и средних предприятий, часть из которых входит в число ведущих организаций России. Хозяйственную деятельность в сфере промышленного производства также осуществляют свыше 2 000 малых предприятий. По объёму отгрузки продукции промышленного производства Ленинградская область в 2017 году заняла 18 место среди субъектов Российской Федерации и 2 место по Северо-Западному федеральному округу.
В области развиты следующие виды промышленности:
- Добывающая
- Обрабатывающая
- Производство и распределение электроэнергии, газа и воды
- Нефтеперерабатывающая
- Производство продуктов питания

### Полезные ископаемые
На территории имеются большие запасы полезных ископаемых: бокситы, глина, фосфориты, сланцы, гранит, известняк, песок. В области эксплуатируется более 80 месторождений полезных ископаемых. Выявлены новые виды сырья: магнетитовых руд, олово-серебряной и урановой минерализации, цветных и отделочных камней, природного газа и битумов.

## Сельское хозяйство в Ленинградской области
Сельское хозяйство области имеет ярко выраженную пригородную специализацию, ведущие отрасли — молочно-мясное животноводство, картофелеводство и овощеводство. При этом продукция животноводства заметно преобладает над растениеводством, на животноводство приходится свыше 2/3 в денежном выражении.
По итогам 2020 года Ленинградская область занимает 1 место по производству яиц и молочной продуктивности коров, 2 место - по поголовью птицы; 3 место - по выращиванию форели, 3 место - по производству мяса птицы в сельхозорганизациях, 9 место - по производству молока в сельхозорганизациях. В регионе также наблюдается хорошая урожайность салата, грибов, картофеля, ягод и прочего. Вырос и объём товаров пищевой промышленности – 167,7 млрд руб (123,7%).

### Животноводство
Поголовье КРС в хозяйствах всех категорий на начало 2020 года составляло 176 тыс. голов, в т.ч. 75,6 тыс. голов коров. Удой на корову в СХО составил 8738 кг.
Объём производства продукции животноводства в Ленинградской области в 2020 году составил 63,3 млрд рублей или 101,9% к уровню 2019 года. Производством молока занимаются 84 сельскохозяйственных организации, а также крестьянские (фермерские) хозяйства и личные подсобные хозяйства.
В 2020 году произведено 655,4 тыс. тонн молока (+18 тыс. тонн, 102,8% к 2019 году), 2% от объёма РФ (32,2 млн тонн) и 33% от объёма СЗФО, в том числе в сельхоз организациях – 617,7 тыс. тонн (+17,3 тыс. тонн или 102,9%). 94,2% молока производится в сельхозорганизациях. Хозяйствами населения и фермерами произведено 5,8% молока, 2,5% мяса и 1,9% яиц.
Удой на фуражную корову в сельхозорганизациях составил 9156 кг (+418 кг или 104,8% к 2019 году). Реализация племенного молодняка КРС молочного направления 5353 головы или 114,2 % к 2019 году.
В 2020 году произведено 655,4 тыс. тонн молока, надой на 1 фуражную корову – 9 431 кг (104,2%), мяса – 376,2 тыс. тонн (99,9%), яиц – 3 198 млрд шт. (104,3 %). 

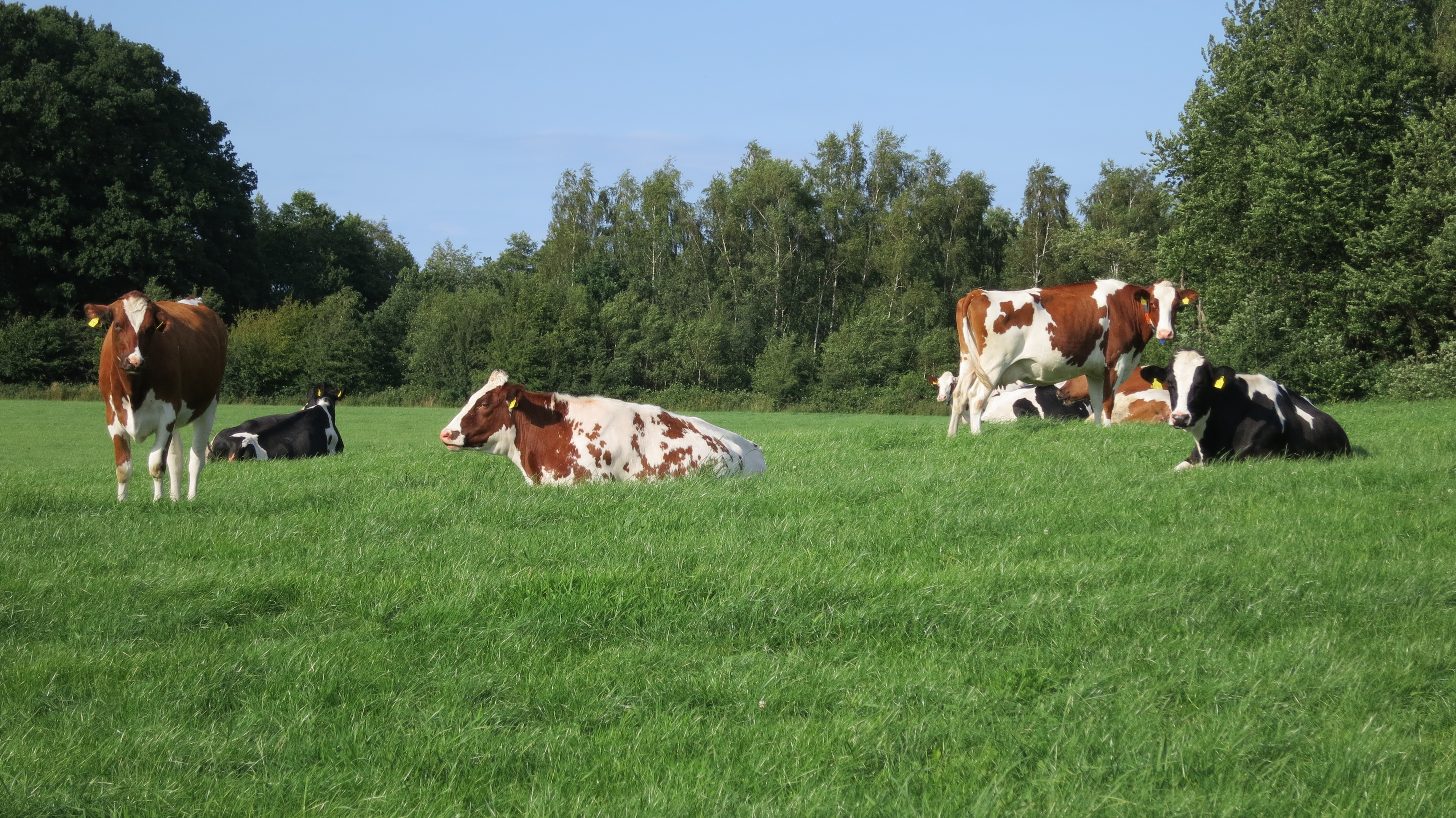

Основное поголовье коров Ленобласти - 67% черно-пестрая порода; на айрширскую породу приходится 18%; около 15% - голштинская. Программа развития АПК региона включает создание в Ленинградской области сырного кластера. С этой целью в племзаводе «Бугры» Всеволожского района планируют заменить поголовье черно-пестрой породы в тысячу голов на такое же поголовье, но джерсейской породы коров.

#### Птицеводство
Поголовье птицы на птицефабриках Ленинградской области на 2011 год составляет 21,97 млн голов — это 6 % общероссийского поголовья птицы и 56 % поголовья птицы в Северо-Западном федеральном округе.
- 6 птицефабрик по производству куриного яйца с общим поголовьем более 11 млн птицы
- 4 бройлерные птицефабрики с общим поголовьем до 10 млн птицы
- 2 смешанные фабрики (мясо и яйцо)

| Предприятие                                               | Отрасль      | Продукция                 | Примечания |
| --------------------------------------------------------- | ------------ | ------------------------- | ---------- |
| ЗАО «Птицефабрика „Синявинская“ имени 60 летия Союза ССР» | Птицеводство | Куриное яйцо              | *          |
| ОАО «Птицефабрика Северная»                               | Птицеводство | Мясо курицы               | *          |
| ЗАО «Птицефабрика Ломоносовская»                          | Птицеводство | Мясо курицы               | *          |
| ЗАО «Птицефабрика Роскар»                                 | Птицеводство | Мясо курицы, куриное яйцо | *          |
| ЗАО "Агрокомплекс «Оредеж»                                | Птицеводство | Куриное яйцо              | *          |
| ОАО «Леноблптицепром»                                     | Птицеводство | Куриное яйцо              | *          |
| ЗАО "Птицефабрика «Лаголово»                              | Птицеводство | Куриное яйцо              | *          |
| ОАО «Птицефабрика Ударник»                                | Птицеводство | Мясо курицы, куриное яйцо | *          |
| ОАО «Птицефабрика Приморская»                             | Птицеводство | Куриное яйцо              | *          |
| ООО «Русско-Высоцкая птицефабрика»                        | Птицеводство | Мясо курицы               | *          |
| ООО «Птицефабрика Нагорное»                               | Птицеводство | Мясо курицы               | *          |

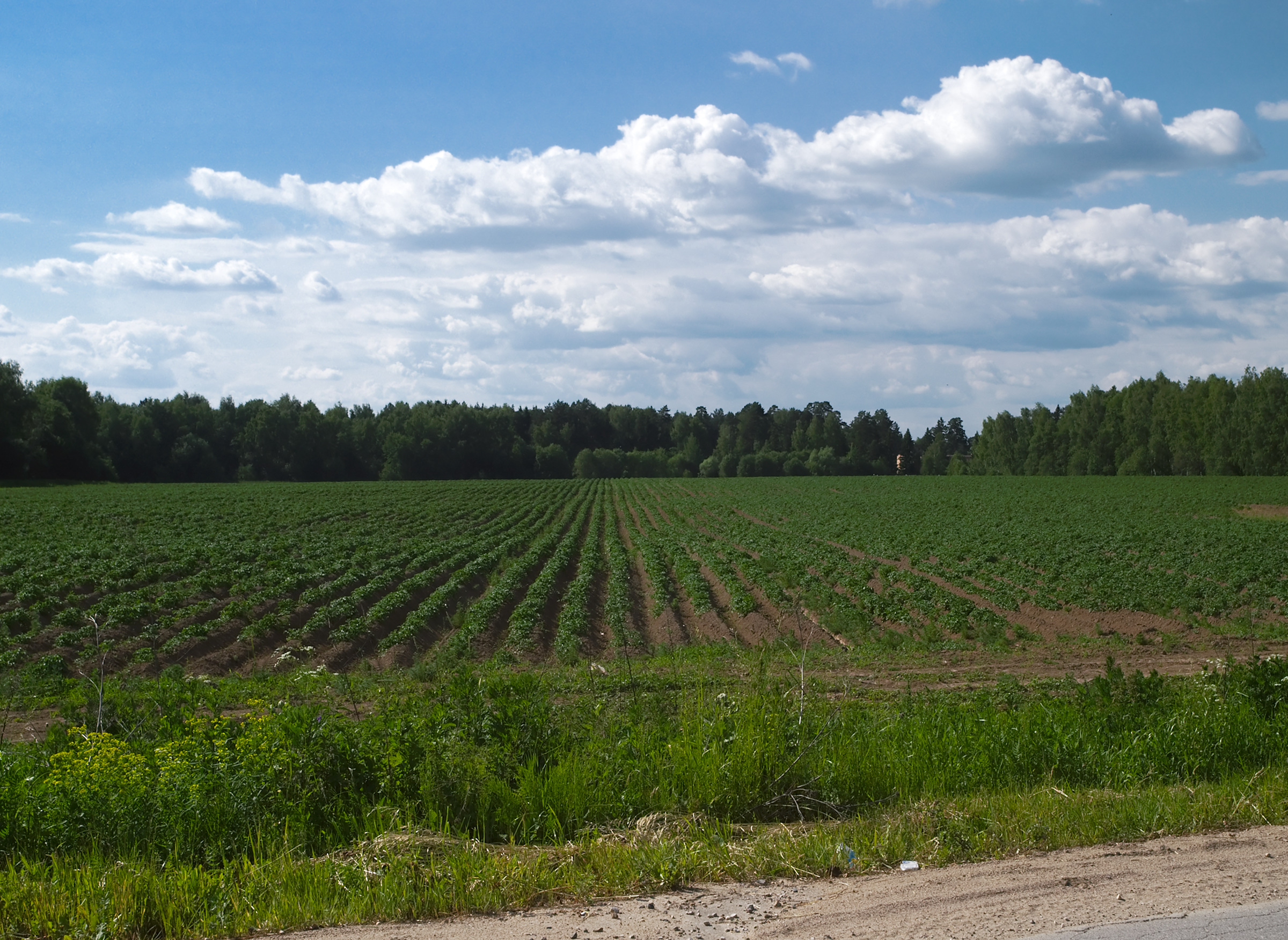
Картофельное поле

Кроме того, в области развивается звероводство: разводят норку, ондатру, голубого и чёрно-серебристого песца и других животных.

### Растениеводство
Урожай зерна в 2020 году составил 157,1 тыс. тонн (в 2019 г. — 145,6 тыс. тонн), урожайность 38,9 ц/га (в 2019 г. — 37,0 ц/га).
Значительную часть урожая картофеля и овощей дают личные подсобные хозяйства населения. Главные овощные культуры — капуста, морковь, огурцы, лук, свёкла. Также в области выращивают зерновые культуры: ячмень, рожь, овёс, в основном на корм скоту и птицам.

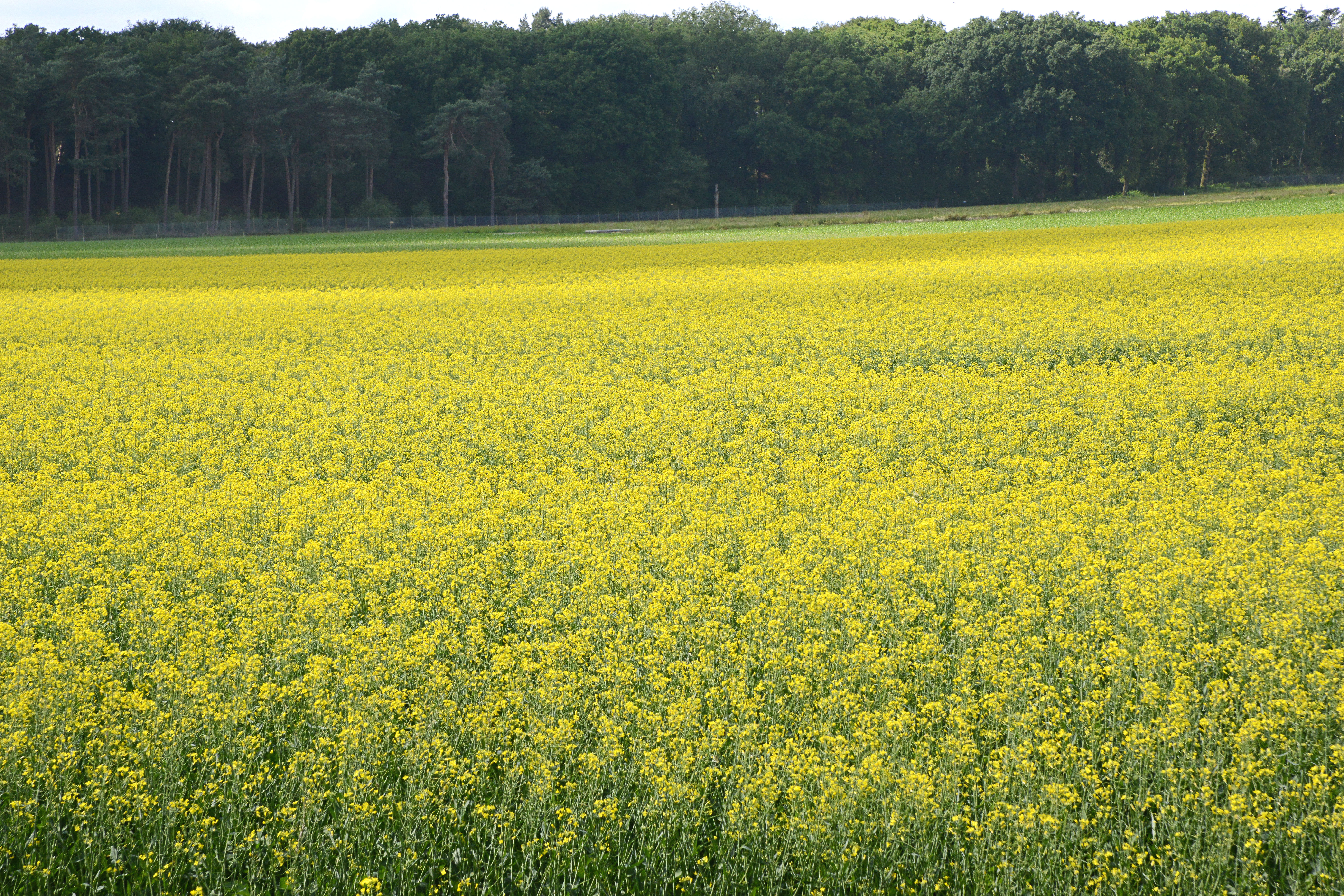
Цветущие посевы рапса

Ленинградская область занимает второе место в России (уступая лишь Калининградской) по итогам 2020 года по урожайности рапса 30,9 ц/га, средняя урожайность по России составляет 17,7 ц/га.
Сельскохозяйственные угодья всех категорий на 1 июля 2006 года составляют 640 тыс. га, из них пашня — 337 тыс. га).

#### Тепличное хозяйство
В области активно развиваются тепличные хозяйства с круглогодичным выращиванием различных культур, от овощей (ЗАО "Выборжец") до цветов (ООО "Северная Мечта").

## Энергетика
По состоянию на середину 2021 года, на территории Ленинградской области эксплуатировались 25 электростанций общей мощностью 8588 МВт, в том числе одна атомная электростанция, 8 гидроэлектростанций и 16 тепловых электростанций. В 2020 году они произвели 39 704 млн кВт·ч электроэнергии.
| Электростанция     | Мощность | Год запуска |
| ------------------ | -------- | ----------- |
| Верхнесвирская ГЭС | 160 МВт  | 1951        |
| Нижнесвирская ГЭС  | 99 МВт   | 1933        |
| Вуоксинские ГЭС    | 238 МВт  | 1944        |
| Нарвская ГЭС       | 125 МВт  | 1955        |
| Волховская ГЭС     | 86 МВт   | 1926        |
| Киришская ГРЭС     | 2600 МВт | 1965        |
| Ленинградская АЭС  | 4200 МВт | 1973        |
| Лужская ГЭС-2      | 0,54 МВт | 1954        |
| Ивановская ГЭС     | 0,06 МВт | 1996        |